# Fuerza de Operaciones Especiales de Corea del Norte
La Fuerza de Operaciones Especiales de Corea del Norte (FOECN o FOE) es una rama del Ejército Popular de Corea (EPC), las fuerzas armadas de Corea del Norte, y está compuesta de unidades militares de élite especialmente equipadas y entrenadas para llevar a cabo operaciones militares, políticas y psicológicas. Las unidades están activas para defenderse de Corea del Sur y se ha detectado que operan en o alrededor de Corea del Sur desde el final de la guerra de Corea (1950-1953). Hay cerca de 180,000 soldados de esta fuerza.

## Misión
Las misiones de las FOECN son para romper la defensa de Corea del Sur, crear un "segundo frente" en la retaguardia del enemigo y llevar a cabo el reconocimiento estratégico del campo de batalla.

## Historia
La fecha oficial de la formación de la FOECN es difícil de saber, pero los informes de actividad de estas fuerzas están fechados el 30 de octubre de 1968. En esta fecha comandos marinos desembarcaron en las playas ubicadas de Samcheok a Uljin, Corea del Sur, y después de una serie de batallas se retiraron de nuevo a Corea del Norte. Kim Il-sung, fundador de Corea del Norte, mencionó que la FOE “es la fuerza de élite más fuerte del Ejército Popular de Corea y es la exclusiva fuerza de vanguardia de las Fuerzas Armadas de la República Popular Democrática de Corea (RPDC)”.

### Presentación en desfile de 2017
El 15 de abril de 2017, una nueva unidad de las Fuerzas Especiales vistiendo uniformes de combate modernos similares al Batallón 707 de Misiones Especiales de Corea del Sur marcharon junto con elementos del Ejército Popular de Corea en el tradicional Desfile militar en celebración del 105.º aniversario del nacimiento del fundador de Corea del Norte Kim Il-sung en Pyongyang. Los Medios de comunicación estatales de Corea del Norte confirmaron la nueva unidad Élite  es para contrarrestar los SEALS de la Armada de los Estados Unidos y lo llamaron los Comandos Relámpago.

## Organización

### Fuerza Aérea
La FOE usa el anticuado avión Antonov An-2 para infiltrarse por el aire. El An-2 puede transportar a paracaidistas para lanzarse desde el aire. Gracias al pequeño fuselaje del An-2 es posible aterrizar en una carretera y recoger a los paracaidistas.

### Brigadas de reconocimiento
A veces conocidas como brigadas de “francotiradores”, son parte de la inteligencia terrestre del EPC. Estas unidades también tienen la capacidad para llevar a cabo la acción directa. Ellas están entrenadas y equipadas para apoderarse o destruir objetivos estratégicos dentro de la República de Corea (Corea del Sur). Además, se sospecha que estas unidades llevan a cabo intentos de asesinato.

### Infantería ligera
Los batallones de infantería ligera del EPC son la vanguardia y la retaguardia está a cargo de las unidades de cuerpos. Estos batallones son similares a sus contrapartes anfibias de infantería ligera con excepción del entrenamiento marino. El enfoque principal de la infantería ligera es la "infiltración rápida y la interrupción en las zonas de retaguardia del enemigo a través del movimiento oculto". Las misiones de la infantería ligera incluyen la toma de las líneas de comunicación y la destrucción de objetivos estratégicos como plantas nucleares o químicas. Como su nombre lo indica, están armados y equipados con armas ligeras y armas antitanque. Se sabe que la infantería ligera de la FOE es una de las pocas fuerzas especiales del mundo sin chalecos antibalas: no se ve claramente ningún chaleco en los videos durante los ejercicios militares. Finalmente, en el verano de 2012, se revelaron algunas fotos de las fuerzas especiales que muestran el uso de chalecos durante el entrenamiento.

### Marina de la FOECN
Las estimaciones revelan que Corea del Norte puede tener más de 7,000 soldados de la FOE asignados a cada una de las costas de Corea del Sur. Con base en el número de buques disponibles para la FOE, se podría transportar a 5,000 de estos soldados en aproximadamente 102 embarcaciones anfibias. Se espera que estas fuerzas especiales, una vez en tierra, intentarán infiltrarse en el terreno accidentado de Corea del Sur para atacar a este país en sus zonas de retaguardia antes y durante el inicio de la renovación de las hostilidades entre los dos países. Además, la capacidad de una pequeña nave con características "sigilosas" permite a los comandos la habilidad de transportarse hasta la costa surcoreana.
Al igual que otras fuerzas especiales de todo el mundo, la estrecha coordinación con sus servicios hermanos le proporciona el transporte necesario en todo el campo de batalla. Para la FOE naval, el componente más utilizado para la infiltración moderna han sido los submarinos de la Marina de la RPDC. La marina de guerra de la RPDC tiene 24 submarinos diesel eléctricos clase Romeo. Estos submarinos se utilizan sobre todo en las zonas costeras y son una excelente plataforma para transportar unidades fuera de la costa. Los submarinos especialmente equipados clase Sang-O llevan una pequeña tripulación de diecinueve miembros y sirven al único propósito de infiltrarse en la costa. Por último, la marina norcoreana posee al menos 45 minisubmarinos, con tripulaciones de 2 a 5 hombres ideales para infiltrarse en la República de Corea. Estos submarinos pequeños resultan difíciles de detectar entre las costas escarpadas de la península coreana.